# Ophiopsila novaezealandiae
Ophiopsila novaezealandiae är en ormstjärneart som beskrevs av Baker 1974. Ophiopsila novaezealandiae ingår i släktet Ophiopsila och familjen Ophiocomidae. Inga underarter finns listade i Catalogue of Life.